# 奧科蒂洛 (加利福尼亞州)
奧科蒂洛（英語：Ocotillo）是位於美國加利福尼亞州因皮里爾縣的一個人口普查指定地區。

## 地理
奧科蒂洛的座標為32°44′19″N 115°59′39″W / 32.73861°N 115.99417°W，而該地最高點為海拔高度115米（即377英尺）。

## 人口
根據2010年美國人口普查的數據，奧科蒂洛的面積為22.941平方千米，當中陸地面積為22.941平方千米，而水域面積為0.000平方千米。當地共有人口266人，而人口密度為每平方千米11人。